# Ligue des champions d'Afrique masculine de handball 2010
Navigation
Édition précédente Édition suivante
La Ligue des champions d'Afrique 2010 est la 32e édition de la Ligue des champions d'Afrique masculine de handball. Organisée par la CAHB, elle met 17 équipes africaines aux prises du 21 au 30 octobre 2010.

## Participants
Un total de 17 équipes ont participé à la compétition :
- Mouloudia Club d'Alger Tenant du titre
- Zamalek SC 1er du championnat d'Égypte 2009-2010
- Rabita de Casablanca 1er du championnat du Maroc 2009-2010
- JSE Skikda 2e du championnat d'Algérie 2009-2010
- Étoile sportive du Sahel 2e du championnat de Tunisie 2009-2010
- Al-Nasr
- Minuh Yaoundé
- Club de l'Armée
- Primeiro de Agosto
- Interclub de Brazzaville
- FAP Yaoundé
- Stade Mandji
- Novotel
- Blessing
- Kabuscorp
- US Gorée
- AS Sonaby

## Premier tour
Les deux premiers de chaque groupe sont qualifiés pour les quarts de finale de la compétition

### Groupe A
|   | Équipe             | Pts | J | G | N | P | Bp | Bc  | Diff |
| - | ------------------ | --- | - | - | - | - | -- | --- | ---- |
| 1 | Mouloudia d'Alger  | 6   | 3 | 3 | 0 | 0 | 95 | 52  | 43   |
| 2 | Primeiro de Agosto | 4   | 3 | 2 | 0 | 1 | 80 | 61  | 19   |
| 3 | Blessing           | 2   | 3 | 1 | 0 | 2 | 82 | 78  | 4    |
| 4 | Novotel            | 0   | 3 | 0 | 0 | 3 | 50 | 116 | -66  |

### Groupe B
|   | Équipe                   | Pts | J | G | N | P | Bp | Bc  | Diff | Dép |
| - | ------------------------ | --- | - | - | - | - | -- | --- | ---- | --- |
| 1 | Interclub de Brazzaville | 4   | 3 | 2 | 0 | 1 | 95 | 91  | 4    | +3  |
| 2 | JSE Skikda               | 4   | 3 | 2 | 0 | 1 | 97 | 84  | 13   | +1  |
| 3 | Kabuscorp                | 4   | 3 | 2 | 0 | 1 | 83 | 83  | 0    | -4  |
| 4 | Al-Nasr                  | 0   | 3 | 0 | 0 | 3 | 90 | 107 | -17  | /   |

Remarque : les équipes sont départagées à la différence particulière.

### Groupe C
|   | Équipe               | Pts | J | G | N | P | Bp  | Bc  | Diff |
| - | -------------------- | --- | - | - | - | - | --- | --- | ---- |
| 1 | Zamalek SC           | 8   | 4 | 4 | 0 | 0 | 130 | 96  | 34   |
| 2 | Rabita de Casablanca | 6   | 4 | 3 | 0 | 1 | 109 | 97  | 12   |
| 3 | Minuh Yaoundé        | 3   | 4 | 1 | 1 | 2 | 101 | 99  | 2    |
| 4 | US Gorée             | 2   | 4 | 0 | 2 | 2 | 91  | 118 | -27  |
| 5 | Club de l'Armée      | 1   | 4 | 0 | 1 | 3 | 74  | 95  | -21  |

### Groupe D
|   | Équipe                   | Pts | J | G | N | P | Bp  | Bc  | Diff |
| - | ------------------------ | --- | - | - | - | - | --- | --- | ---- |
| 1 | Étoile sportive du Sahel | 6   | 3 | 3 | 0 | 0 | 105 | 64  | 41   |
| 2 | Stade Mandji             | 4   | 3 | 2 | 0 | 1 | 82  | 72  | 10   |
| 3 | AS Sonaby                | 2   | 3 | 1 | 0 | 2 | 78  | 108 | -30  |
| 4 | FAP Yaoundé              | 0   | 3 | 0 | 0 | 3 | 67  | 88  | -21  |

## Phase finale

### Tour final
|  | Quarts de finale      | Quarts de finale         | Quarts de finale         | Quarts de finale         |                          |                          | Demi-finales          | Demi-finales          | Demi-finales                  | Demi-finales                  |                               |                               | Finale                | Finale                | Finale                | Finale                |
|  |                       |                          |                          |                          |                          |                          |                       |                       |                               |                               |                               |                               |                       |                       |                       |                       |
|  | 28 octobre 2010 14h00 | 28 octobre 2010 14h00    | 28 octobre 2010 14h00    | 28 octobre 2010 14h00    |                          |                          | 29 octobre 2010 19h00 | 29 octobre 2010 19h00 | 29 octobre 2010 19h00         | 29 octobre 2010 19h00         |                               |                               | 30 octobre 2010 20h00 | 30 octobre 2010 20h00 | 30 octobre 2010 20h00 | 30 octobre 2010 20h00 |
|  | 28 octobre 2010 14h00 | 28 octobre 2010 14h00    | 28 octobre 2010 14h00    | 28 octobre 2010 14h00    |                          |                          | 29 octobre 2010 19h00 | 29 octobre 2010 19h00 | 29 octobre 2010 19h00         | 29 octobre 2010 19h00         |                               |                               | 30 octobre 2010 20h00 | 30 octobre 2010 20h00 | 30 octobre 2010 20h00 | 30 octobre 2010 20h00 |
|  | A1                    | Mouloudia d'Alger        | 30                       | 30                       |                          |                          | 29 octobre 2010 19h00 | 29 octobre 2010 19h00 | 29 octobre 2010 19h00         | 29 octobre 2010 19h00         |                               |                               | 30 octobre 2010 20h00 | 30 octobre 2010 20h00 | 30 octobre 2010 20h00 | 30 octobre 2010 20h00 |
|  | A1                    | Mouloudia d'Alger        | 30                       | 30                       |                          |                          | 29 octobre 2010 19h00 | 29 octobre 2010 19h00 | 29 octobre 2010 19h00         | 29 octobre 2010 19h00         |                               |                               | 30 octobre 2010 20h00 | 30 octobre 2010 20h00 | 30 octobre 2010 20h00 | 30 octobre 2010 20h00 |
|  | D2                    | Stade Mandji             | 14                       | 14                       |                          |                          | 29 octobre 2010 19h00 | 29 octobre 2010 19h00 | 29 octobre 2010 19h00         | 29 octobre 2010 19h00         |                               |                               | 30 octobre 2010 20h00 | 30 octobre 2010 20h00 | 30 octobre 2010 20h00 | 30 octobre 2010 20h00 |
|  | D2                    | Stade Mandji             | 14                       | 14                       | Mouloudia d'Alger        | Mouloudia d'Alger        | 24                    | 24                    |                               |                               |                               |                               | 30 octobre 2010 20h00 | 30 octobre 2010 20h00 | 30 octobre 2010 20h00 | 30 octobre 2010 20h00 |
|  | 28 octobre 2010 20h00 |                          |                          |                          | Mouloudia d'Alger        | Mouloudia d'Alger        | 24                    | 24                    |                               |                               |                               |                               | 30 octobre 2010 20h00 | 30 octobre 2010 20h00 | 30 octobre 2010 20h00 | 30 octobre 2010 20h00 |
|  |                       |                          | Rabita de Casablanca     | Rabita de Casablanca     | 19                       | 19                       |                       |                       |                               |                               |                               |                               | 30 octobre 2010 20h00 | 30 octobre 2010 20h00 | 30 octobre 2010 20h00 | 30 octobre 2010 20h00 |
|  | C2                    | Rabita de Casablanca     | Rabita de Casablanca     | Rabita de Casablanca     | 19                       | 19                       | 31                    | 31                    |                               |                               |                               |                               | 30 octobre 2010 20h00 | 30 octobre 2010 20h00 | 30 octobre 2010 20h00 | 30 octobre 2010 20h00 |
|  | C2                    | Rabita de Casablanca     | 29 octobre 2010 15h00    |                          |                          |                          | 31                    | 31                    |                               |                               |                               |                               | 30 octobre 2010 20h00 | 30 octobre 2010 20h00 | 30 octobre 2010 20h00 | 30 octobre 2010 20h00 |
|  | B2                    | Interclub de Brazzaville | 27                       | 27                       |                          |                          |                       |                       |                               |                               |                               |                               | 30 octobre 2010 20h00 | 30 octobre 2010 20h00 | 30 octobre 2010 20h00 | 30 octobre 2010 20h00 |
|  | B2                    | Interclub de Brazzaville | 27                       | 27                       | Étoile sportive du Sahel | Étoile sportive du Sahel | 26                    | 26                    |                               |                               |                               |                               |                       |                       |                       |                       |
|  | 28 octobre 2010 18h00 |                          |                          |                          | Étoile sportive du Sahel | Étoile sportive du Sahel | 26                    | 26                    |                               |                               |                               |                               |                       |                       |                       |                       |
|  |                       |                          | Mouloudia d'Alger        | Mouloudia d'Alger        | 22                       | 22                       |                       |                       |                               |                               |                               |                               |                       |                       |                       |                       |
|  | D1                    | Étoile sportive du Sahel | Mouloudia d'Alger        | Mouloudia d'Alger        | 22                       | 22                       | 27                    | 27                    |                               |                               |                               |                               |                       |                       |                       |                       |
|  | D1                    | Étoile sportive du Sahel |                          |                          |                          |                          |                       |                       |                               |                               |                               |                               |                       |                       |                       |                       |
|  | A2                    | Primeiro de Agosto       | 22                       | 22                       |                          |                          |                       |                       |                               |                               |                               |                               |                       |                       |                       |                       |
|  | A2                    | Primeiro de Agosto       | 22                       | 22                       | JSE Skikda               | JSE Skikda               | 28                    | 28                    | Match pour la troisième place | Match pour la troisième place | Match pour la troisième place | Match pour la troisième place |                       |                       |                       |                       |
|  | 28 octobre 2010 18h00 |                          |                          |                          | JSE Skikda               | JSE Skikda               | 28                    | 28                    | Match pour la troisième place | Match pour la troisième place | Match pour la troisième place | Match pour la troisième place |                       |                       |                       |                       |
|  |                       |                          | Étoile sportive du Sahel | Étoile sportive du Sahel | 37                       | 37                       |                       |                       | 30 octobre 2010 13h30         | 30 octobre 2010 13h30         | 30 octobre 2010 13h30         | 30 octobre 2010 13h30         |                       |                       |                       |                       |
|  | B1                    | JSE Skikda               | Étoile sportive du Sahel | Étoile sportive du Sahel | 37                       | 37                       | 32                    | 32                    | 30 octobre 2010 13h30         | 30 octobre 2010 13h30         | 30 octobre 2010 13h30         | 30 octobre 2010 13h30         |                       |                       |                       |                       |
|  | B1                    | JSE Skikda               |                          |                          |                          |                          |                       | 32                    |                               |                               | Rabita de Casablanca          | Rabita de Casablanca          | 31                    | 31                    |                       |                       |
|  | C1                    | Zamalek SC               | 30                       | 30                       |                          |                          |                       |                       |                               |                               | Rabita de Casablanca          | Rabita de Casablanca          | 31                    | 31                    |                       |                       |
|  | C1                    | Zamalek SC               | 30                       | 30                       | JSE Skikda               | JSE Skikda               | 35                    | 35                    |                               |                               |                               |                               |                       |                       |                       |                       |
|  |                       |                          |                          |                          |                          |                          |                       |                       |                               |                               |                               |                               |                       |                       |                       |                       |

### Classement 5 à 8
|  | Demi-finales de classement         | Demi-finales de classement |                        |    | Match pour la 5e place | Match pour la 5e place |
|  | Demi-finales de classement         | Demi-finales de classement |                        |    | Match pour la 5e place | Match pour la 5e place |
|  |                                    |                            |                        |    |                        |                        |
|  | 27 octobre 2010 16h30              | 27 octobre 2010 16h30      |                        |    | 29 octobre 2010 13h00  | 29 octobre 2010 13h00  |
|  | 27 octobre 2010 16h30              | 27 octobre 2010 16h30      |                        |    | 29 octobre 2010 13h00  | 29 octobre 2010 13h00  |
|  | Zamalek SC                         | ??                         |                        |    | 29 octobre 2010 13h00  | 29 octobre 2010 13h00  |
|  | Zamalek SC                         | ??                         |                        |    | 29 octobre 2010 13h00  | 29 octobre 2010 13h00  |
|  | Primeiro de Agosto ou Stade Mandji | ??                         |                        |    | 29 octobre 2010 13h00  | 29 octobre 2010 13h00  |
|  | Primeiro de Agosto ou Stade Mandji | ??                         | Zamalek SC             | ?? |                        |                        |
|  | 27 octobre 2010 18h30              |                            | Zamalek SC             | ?? |                        |                        |
|  |                                    | Interclub de Brazzaville   | ??                     |    |                        |                        |
|  | Interclub de Brazzaville           | Interclub de Brazzaville   | ??                     | ?? |                        |                        |
|  | Interclub de Brazzaville           |                            |                        | ?? |                        |                        |
|  | Primeiro de Agosto ou Stade Mandji | ??                         |                        |    |                        |                        |
|  | Primeiro de Agosto ou Stade Mandji | ??                         | Match pour la 7e place |    |                        |                        |
|  |                                    |                            |                        |    |                        |                        |
|  | 29 octobre 2010 11h00              |                            |                        |    |                        |                        |
|  |                                    |                            |                        |    |                        |                        |
|  | Primeiro de Agosto                 | ??                         |                        |    |                        |                        |
|  | Primeiro de Agosto                 | ??                         |                        |    |                        |                        |
|  | Stade Mandji                       | ??                         |                        |    |                        |                        |
|  | Stade Mandji                       | ??                         |                        |    |                        |                        |

### Classement 9 à 12
|  | Demi-finales de classement | Demi-finales de classement |                         |    | Match pour la 9e place | Match pour la 9e place |
|  | Demi-finales de classement | Demi-finales de classement |                         |    | Match pour la 9e place | Match pour la 9e place |
|  |                            |                            |                         |    |                        |                        |
|  | 27 octobre 2010 16h30      | 27 octobre 2010 16h30      |                         |    | 29 octobre 2010 13h00  | 29 octobre 2010 13h00  |
|  | 27 octobre 2010 16h30      | 27 octobre 2010 16h30      |                         |    | 29 octobre 2010 13h00  | 29 octobre 2010 13h00  |
|  | Blessing                   | 26                         |                         |    | 29 octobre 2010 13h00  | 29 octobre 2010 13h00  |
|  | Blessing                   | 26                         |                         |    | 29 octobre 2010 13h00  | 29 octobre 2010 13h00  |
|  | FAP Yaoundé                | 31                         |                         |    | 29 octobre 2010 13h00  | 29 octobre 2010 13h00  |
|  | FAP Yaoundé                | 31                         | FAP Yaoundé             | 29 |                        |                        |
|  | 27 octobre 2010 18h30      |                            | FAP Yaoundé             | 29 |                        |                        |
|  |                            | Minuh Yaoundé              | 30                      |    |                        |                        |
|  | Minuh Yaoundé              | Minuh Yaoundé              | 30                      | 27 |                        |                        |
|  | Minuh Yaoundé              |                            |                         | 27 |                        |                        |
|  | Kabuscorp                  | 21                         |                         |    |                        |                        |
|  | Kabuscorp                  | 21                         | Match pour la 11e place |    |                        |                        |
|  |                            |                            |                         |    |                        |                        |
|  | 29 octobre 2010 11h00      |                            |                         |    |                        |                        |
|  |                            |                            |                         |    |                        |                        |
|  | Blessing                   | 32                         |                         |    |                        |                        |
|  | Blessing                   | 32                         |                         |    |                        |                        |
|  | Kabuscorp                  | 31                         |                         |    |                        |                        |
|  | Kabuscorp                  | 31                         |                         |    |                        |                        |

### Classement 13 à 16
|  | Demi-finales de classement | Demi-finales de classement |           |    | Match pour la 13e place | Match pour la 13e place |
|  | Demi-finales de classement | Demi-finales de classement |           |    | Match pour la 13e place | Match pour la 13e place |
|  |                            |                            |           |    |                         |                         |
|  | 27 octobre 2010 14h30      | 27 octobre 2010 14h30      |           |    | 29 octobre 2010 06h00   | 29 octobre 2010 06h00   |
|  | 27 octobre 2010 14h30      | 27 octobre 2010 14h30      |           |    | 29 octobre 2010 06h00   | 29 octobre 2010 06h00   |
|  | Novotel                    | 0                          |           |    | 29 octobre 2010 06h00   | 29 octobre 2010 06h00   |
|  | Novotel                    | 0                          |           |    | 29 octobre 2010 06h00   | 29 octobre 2010 06h00   |
|  | AS Sonaby                  | 10                         |           |    | 29 octobre 2010 06h00   | 29 octobre 2010 06h00   |
|  | AS Sonaby                  | 10                         | AS Sonaby | 32 |                         |                         |
|  | 27 octobre 2010 16h30      |                            | AS Sonaby | 32 |                         |                         |
|  |                            | Al-Nasr                    | 37        |    |                         |                         |
|  | Al-Nasr                    | Al-Nasr                    | 37        | 10 |                         |                         |
|  | Al-Nasr                    |                            |           | 10 |                         |                         |
|  | US Gorée                   | 0                          |           |    |                         |                         |
|  | US Gorée                   | 0                          |           |    |                         |                         |